# 麻街镇
麻街镇，是中华人民共和国陕西省商洛市商州区下辖的一个乡镇级行政单位。

## 行政区划
麻街镇下辖以下地区：
自愿村、雷风村、五星村、齐塬村、朝阳村、中流村、铺上村、高潮村、肖塬村和王河村。